# Arte en Honduras

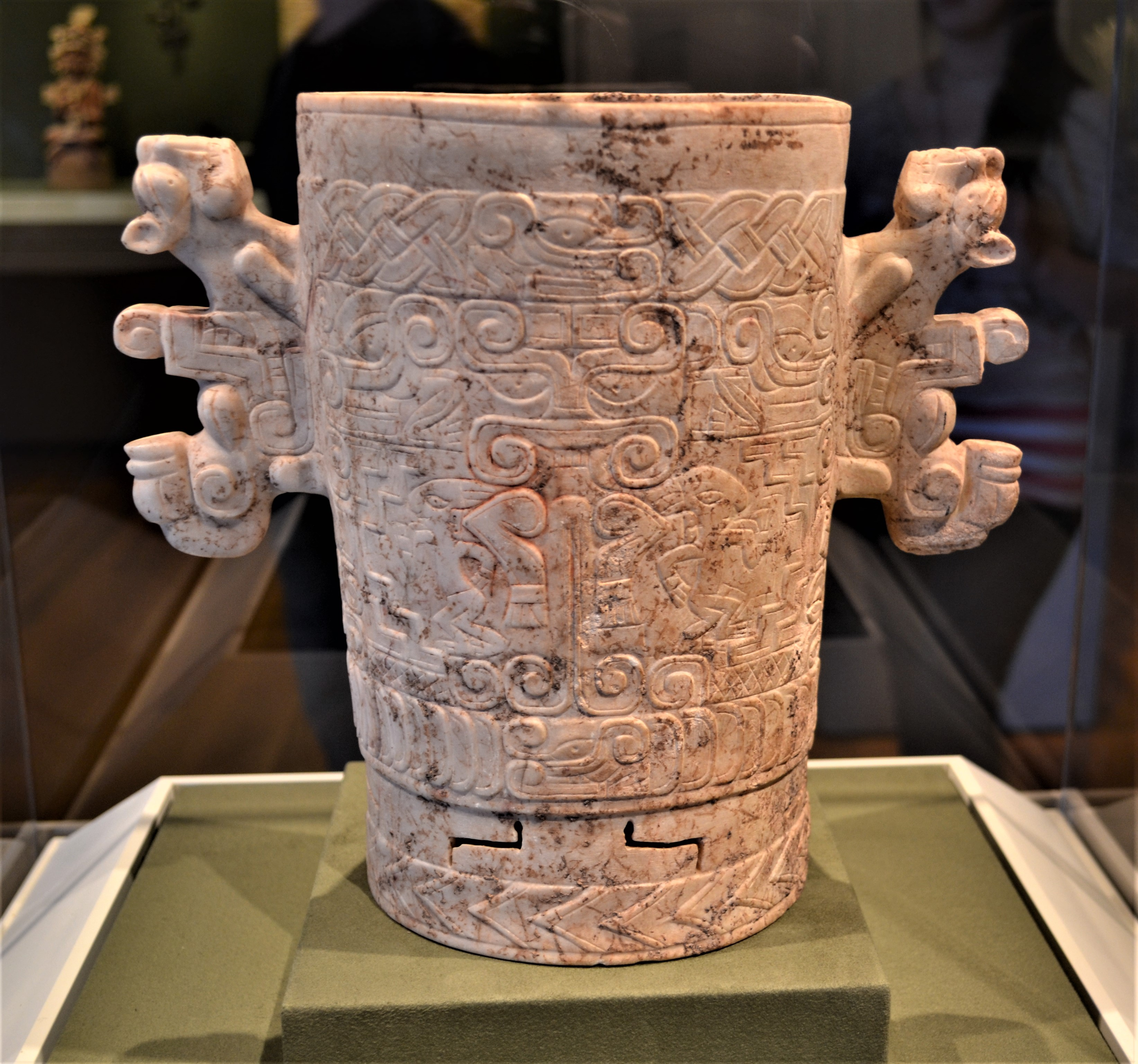
Vasija Maya tallada en mármol.

Se denomina como arte Hondureño es toda pieza artística producida o que asemeje los patrones culturales de la república de Honduras la cual sido una faceta que ha existido con la presencia misma del ser humano el territorio hondureño, lo cual podemos ubicar con la llegada de migraciones de grupos humanos, cazadores y recolectores que llegaron al istmo a finales de la última era del hielo. Algunas evidencia de la presencia del ser humano que se tienen están en la región de La Esperanza en el departamento de Intibucá, La Cueva del Gigante en La Paz y las Pisadas de Juan en XXl
Estos grupos humanos se asentaron y formaron zonas culturales al momento de la llegada del europeo a finales del siglo XVI. 

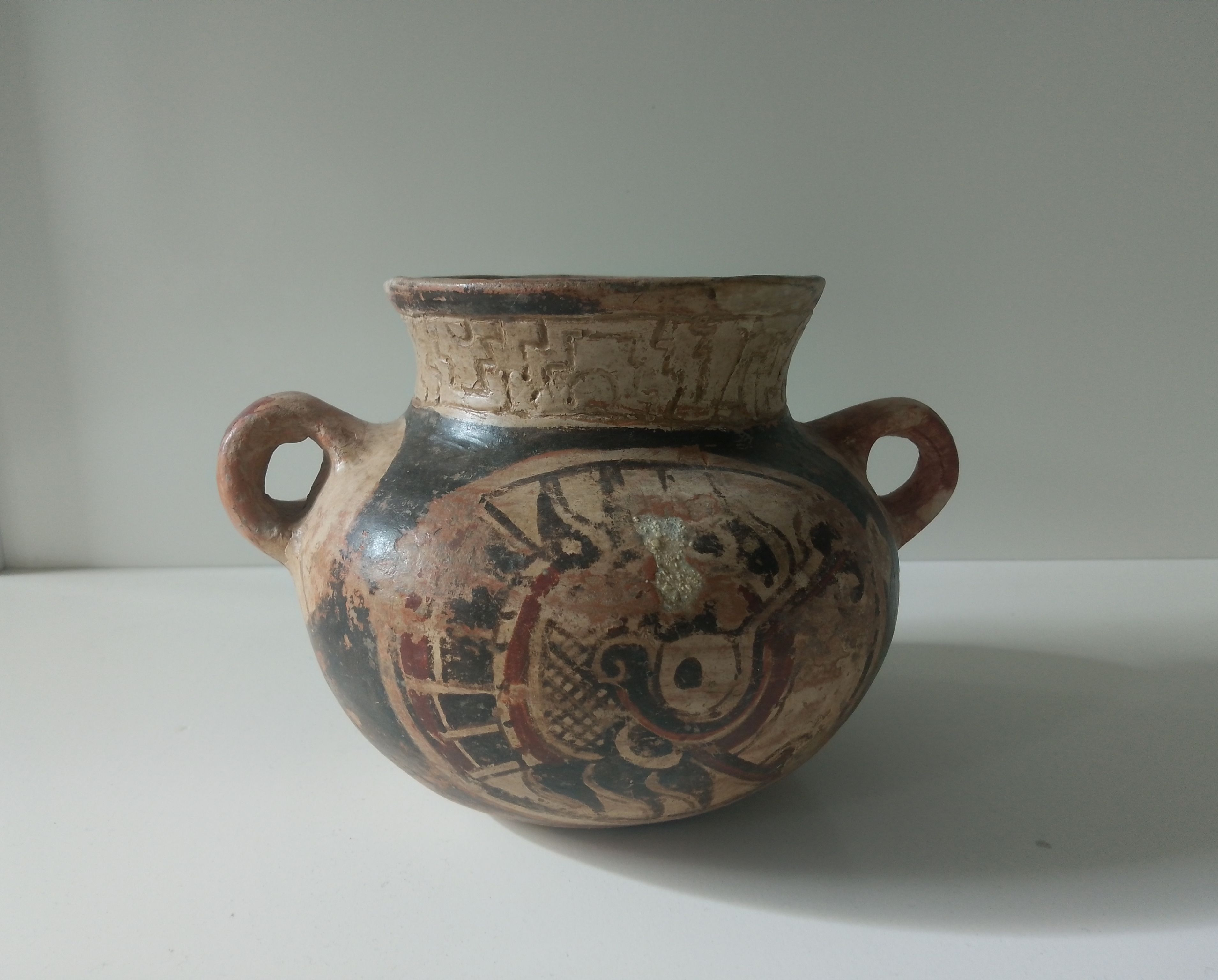
Decorado de una pequeña olla Lenca.

Son dos las zonas o regiones geográfico-culturales que tuvieron la mayor influencia en el actual territorio del país y casi diferenciadas dentro del territorio nacional por la GDTH (Gran Depresión Transversal de Honduras), las cuales podemos señalar a grandes rasgos como:
- Región Cultural Mesoamericana: La que se ubica con algún margen de error en la zona occidental de la GDTH, también grupos humanos que sustentaban su dieta alimenticia en el maíz, los que en algunos casos habían conformado culturas tribales como es el caso de los Lencas, Chortis, Tolupanes, Chorotegas, pero que en algunos casos habían conformado civilizaciones como los mayas, que para el caso de Honduras se mencionarán tres centros ceremoniales urbanos: Copán, El Puente y Los Naranjos. [cita requerida]

- Región Cultural Circuncaribe: En esta región encontramos grupos humanos que fundamentaban su economía en la caza, pesca y recolección de frutos, particularmente los pejibayes y el ñame. – Entre los grupos étnicos herederos hoy día de esta área cultural precolombina están los Tawahkas y los Pech. – Aunque rompen con este hilo de pensamiento los últimos descubrimientos dados en las Cuevas de Talgua (a 4 kilómetros de la ciudad de Catacamas en el departamento de Olancho) y más reciente aún, la mítica Ciudad Blanca (en la región de la Mosquitia del país). [cita requerida]

Con la llegada del Colonizador, como parte del triángulo del comercio, se introdujo esclavos desde el África y con la llegada en el año de 1797 de los Garífunas se completa el triángulo del Mestizaje Biosociocultural de la época colonial que caracterizan las raíces de la población de Honduras (indígena, afroamericanos y europeos).
La historia del arte centroamericano y de la actual república de Honduras cuenta como división tradicional las siguientes épocas;
prehispánica, la colonial, independencia (épocas contemporánea y reciente), con representantes en todas las formas de expresión de las artes conocidas.
Entre algunas de las expresiones del arte en Honduras de acuerdo a las épocas antes señaladas se destacan las siguientes:

## Arte prehispánico

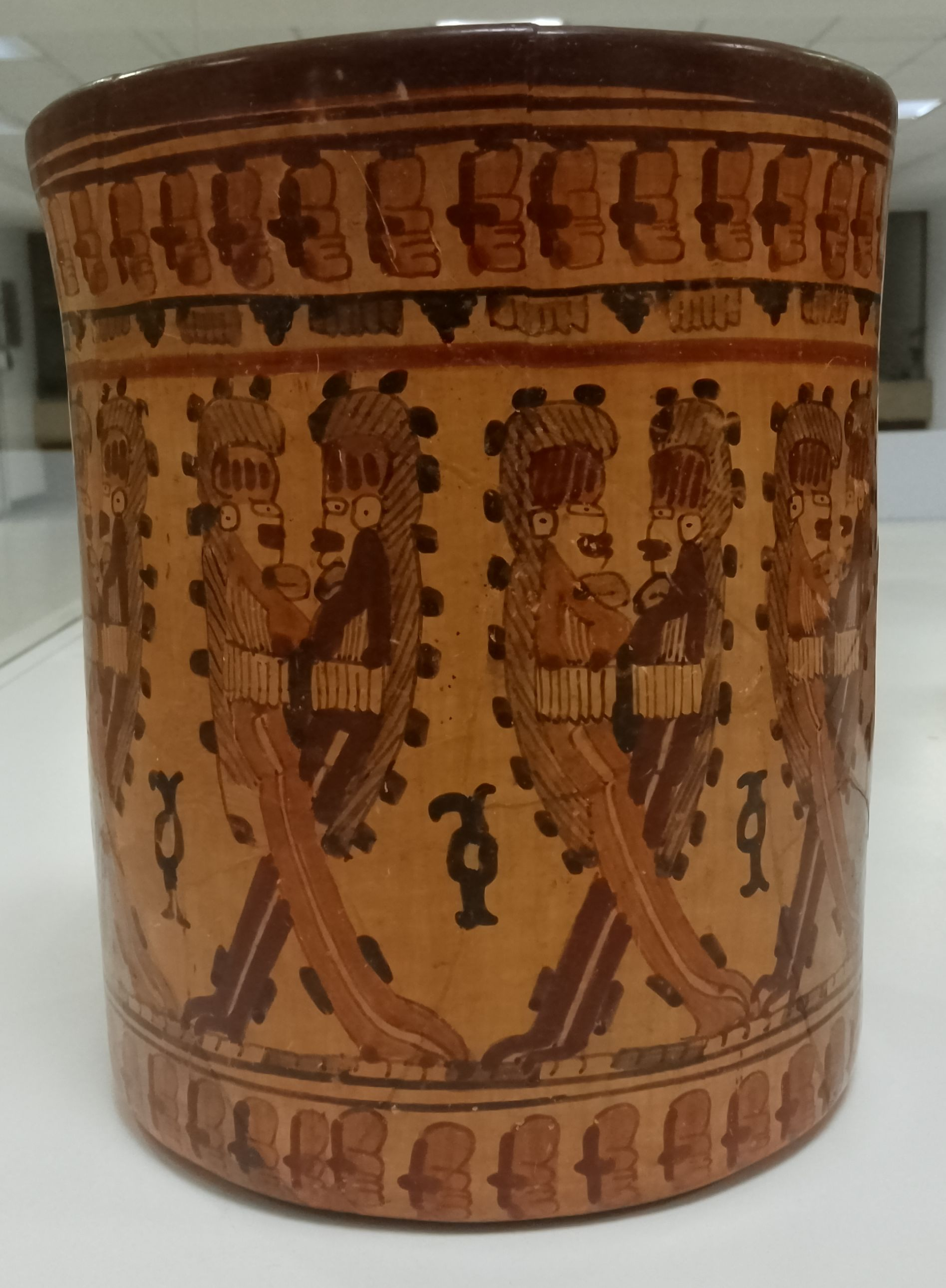
Decorado de una Vasija de la cultura Lenca.

Durante tres milenios antes de los territorios de la actual Honduras florecieron muchas culturas, a grandes rasgos herederas de la influencia de la región cultural Mesoamericana y de la Región Cultural Circuncaribe. 

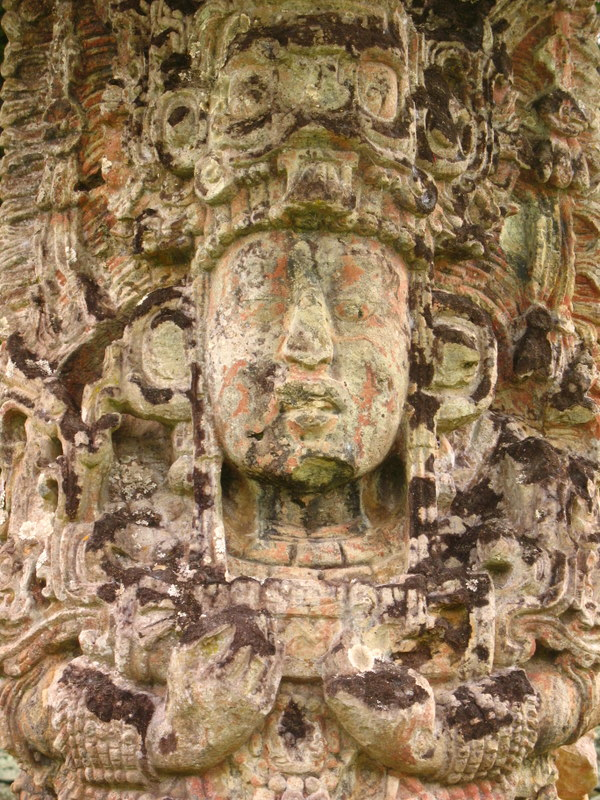
Estela Maya en Copan.

La primera región cultural fundamentó sus expresiones culturales en el cultivo del maíz mientras la segunda región cultural precolombina basó sus expresiones culturales en la recolección de frutos, la caza y la pesca. Entre ellas estaba la civilización maya. Algunas expresiones de esta civilización se encuentran en los vestigios o evidencias de los Centros Ceremoniales que han llegado hasta estos días como es el caso de Copán, el Puente, Los Naranjos entre otros grupos precolombinos. Varias etnias vivas son los Tolupanes, Chortíes, Lencas, Tawahkas, entre otros [cita requerida]. Estas culturas desarrollaron diversas formas de expresión artística, las cuales aún siguen descubriéndose y planteándose los paradigmas existentes sobre ellas a partir de los recientes descubrimientos dados en las Cuevas de Talgua o en la mítica Ciudad Blanca.
Dichos pueblos desarrollaron de maneras muy diversas y variadas las artes, entre ellas, la arquitectura, las pinturas rupestres, la cerámica, escultura, música, etc. además de diversas ciencias como biología, botánica, química, medicina, matemáticas y astronomía. Varias de estas obras se pueden observar en los diferentes museos que existen en el país, de los cuales resaltan la Galería Nacional de Arte o el Museo para la Identidad Nacional.

## Arte colonial

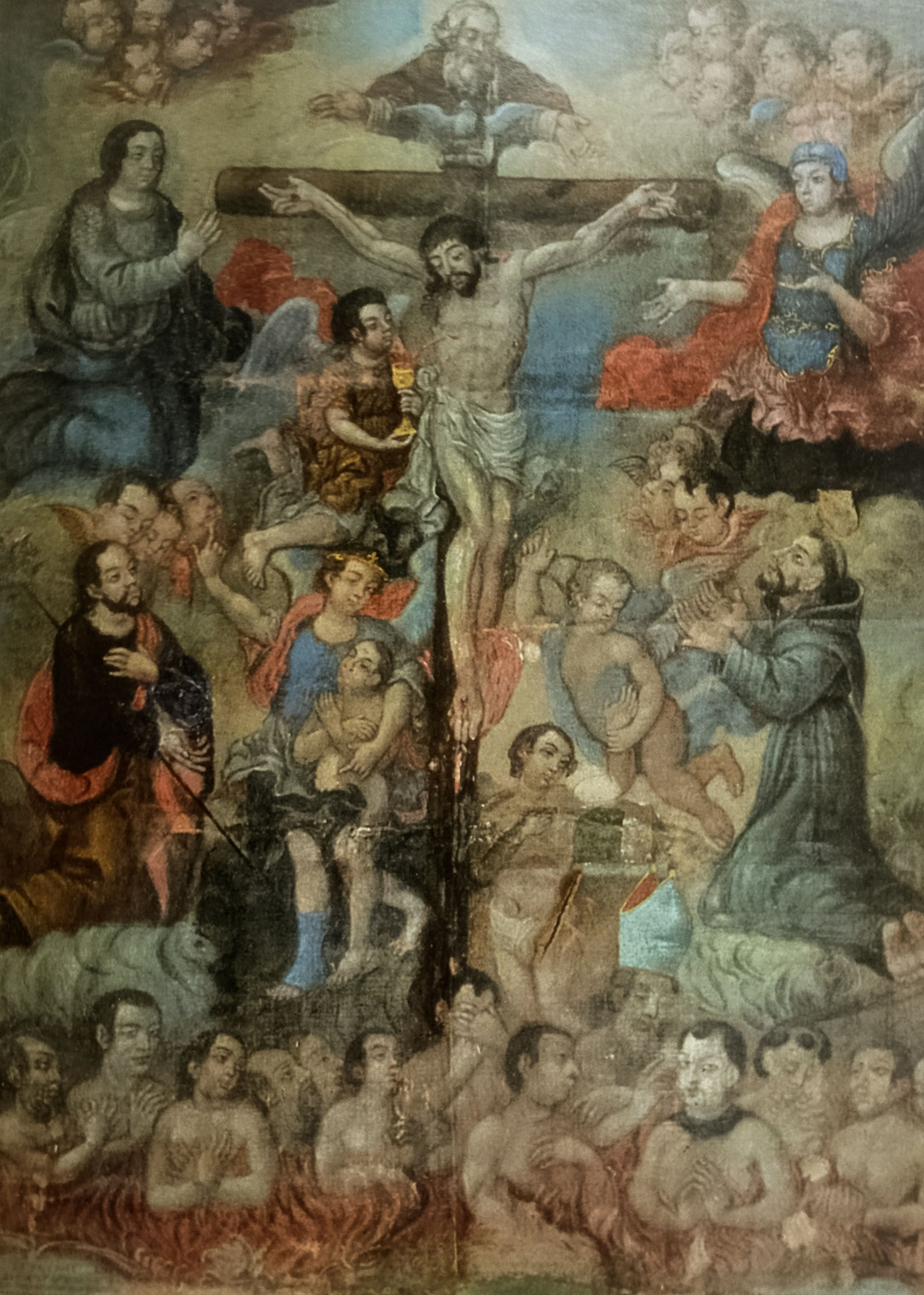
Una de las pinturas del exhibida en la iglesia de Santa Lucía.

El contacto dado con la llegada del colonizador europeo implicó una serie de transformaciones radicales en la vida de los pobladores nativos del continente y de la región que conforma la actual Honduras, pues la llegada del conquistador dio un vuelco vertiginoso ante la imposición de los patrones socioculturales del español y de la cultura cristiano occidental que se impuso durante los siglos venideros. 

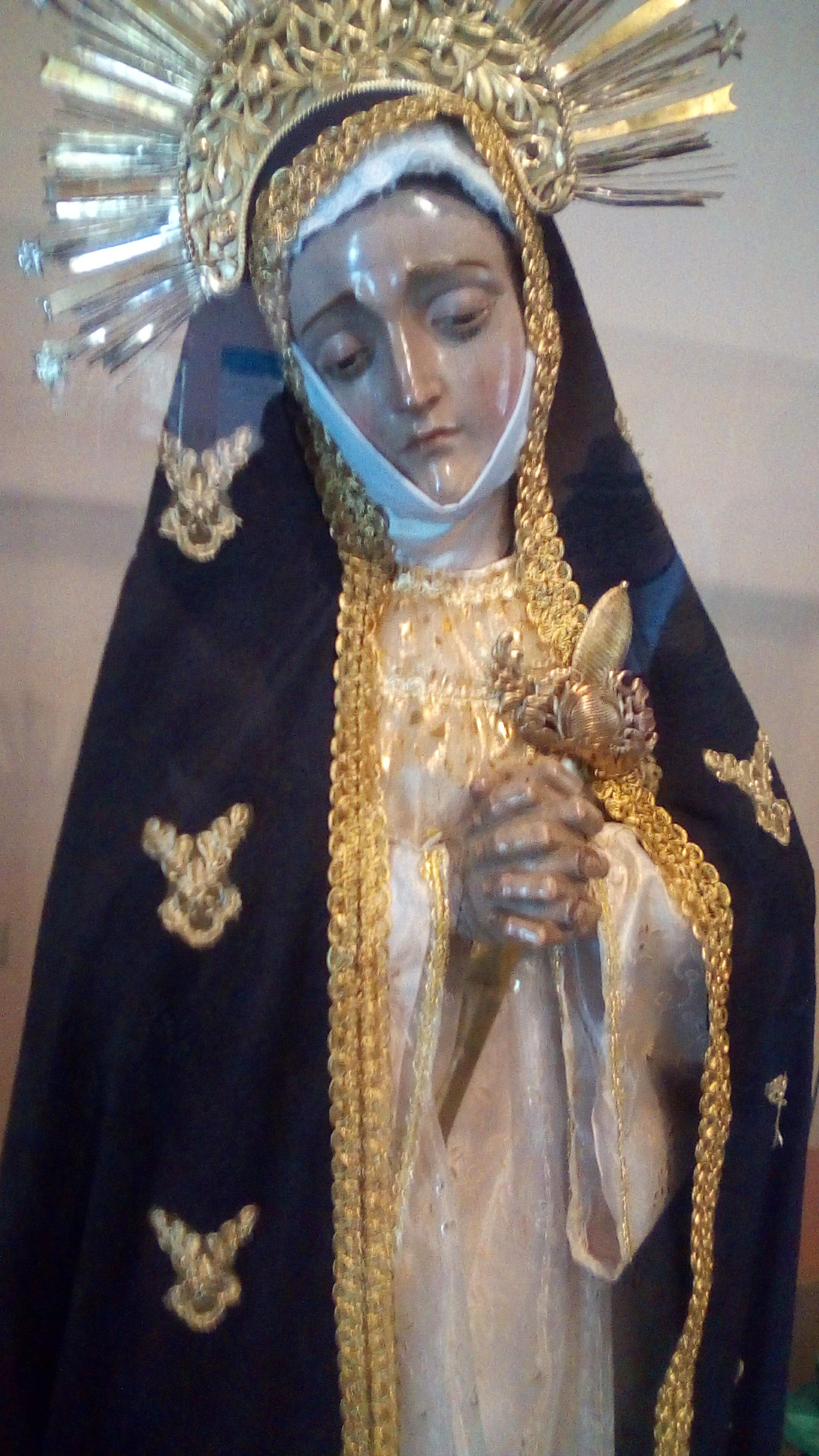
El arte colonial se caracterizó por ser en su mayoría de carácter religioso.

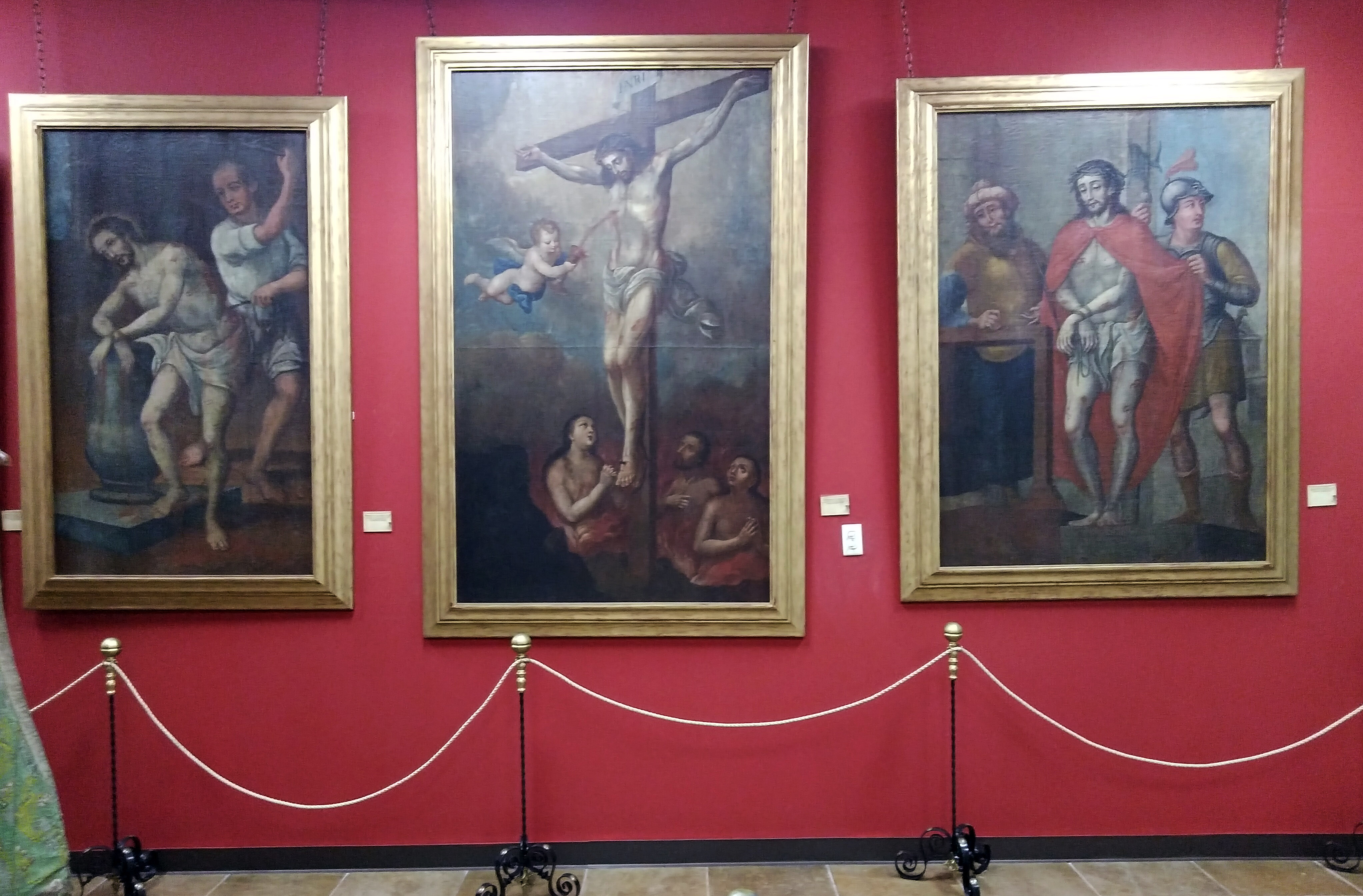
Pinturas expuestas en el Museo de la Catedral de Tegucigalpa datadas del Periodo Colonial

Junto con el etnocidio cultural físico de las poblaciones nativas en especial la Lenca, Tolupan, y Maya, se dio a la par un proceso de mestizaje que ha marcado el perfil del poblador de Honduras, que aún hoy día nos sigue afectando en todos los ámbitos de la identidad cultural. Durante la colonización española florecieron nuevas artes y técnicas en el país, traídas por el europeo colonizador e impuestas en las formas y estilos de cosmogonía indígena que sufre la imposición colonial y la rediseña en el mestizaje resultante, así en este contexto del proceso de acumulación originario de capital se climatizan el estilo Barroco y Rococó muchas de estas obras se encuentran preservadas en la Galería Nacional de Arte, Colegio Tridentino de Comayagua.   
El museo de Arte de la Catedral de Tegucigalpa, y el Museo de la identidad nacional. La mayoría de las obras artísticas del periodo colonial son de carácter religioso o arte sacro. Entre sus mejores exponentes están los retablos de las iglesias coloniales y las pinturas religiosas realizadas en suelo hondureño entre los siglos XVI y XVIII tanto por artistas indígenas como españoles. Aunque también cabe remarcar que muchas de estas obras también fueron traídas desde la metrópoli, España, como los retablos hechos por Francisco de Ocampo en Comayagua.  
Durante la colonización española también florecieron nuevas artes y técnicas artísticas en el país, muchas de estas obras se encuentran preservadas en la Galería Nacional de Arte. Durante este periodo destacan artistas como el pintor profesional José Miguel Gómez,  los pintores mestizos Zepeda y Villafranca. La literatura también empezó a ser influenciada por el folklore español mue se funcionó con los mitos o cuentos indígenas. Dos escritores coloniales son Francisco Carrasco de Saz y Antonio de Paz y Salgado. La influencia española y de los virreinatos también se refleja en las decoraciones ornamentales de los edificios como casas y palacios más antiguos de las ciudades principales de Honduras.

## Artes visuales

### Pintura
La pintura en el territorio de la actual Honduras existe desde tiempos precolombinos, lo cual se encuentra aún en pleno proceso de descubrimiento pues no ha existido los recursos y voluntades necesarias para encontrar estas raíces de la cultura precolombina en Honduras como lo demuestran los recientes procesos de investigación de la Ciudad Blanca en la región de la Mosquitia en el oriente del país. 
Con la llegada del europeo colonizador se dan diversas técnicas que se introdujeron durante la colonización española y que sufrieron modificaciones como efecto del mestizaje que luego de la independencia se ahondan aún más por factores endógenos y exógenos como efecto de las transformaciones vigentes en dicha coyuntura.
Los pintores más destacados que ha tenido Honduras son José Antonio Velásquez y Carlos Garay.,  el pintor Velásquez, fue reconocido como el primer pintor primitivista de América. Expuso sus obras en EE. UU. y América Latina, así como en un buen número de países de Europa y Asia. Resaltan durante el período de consolidación del Estado de Honduras pintores como Pablo Zelaya Sierra hasta Arturo López Rodezno.
También, en 1940 fue fundada la Escuela Nacional de Bellas Artes, situada en Comayagüela, D.C. con el fin de enriquecer los conocimientos de los futuros pintores de Honduras.

### Arquitectura

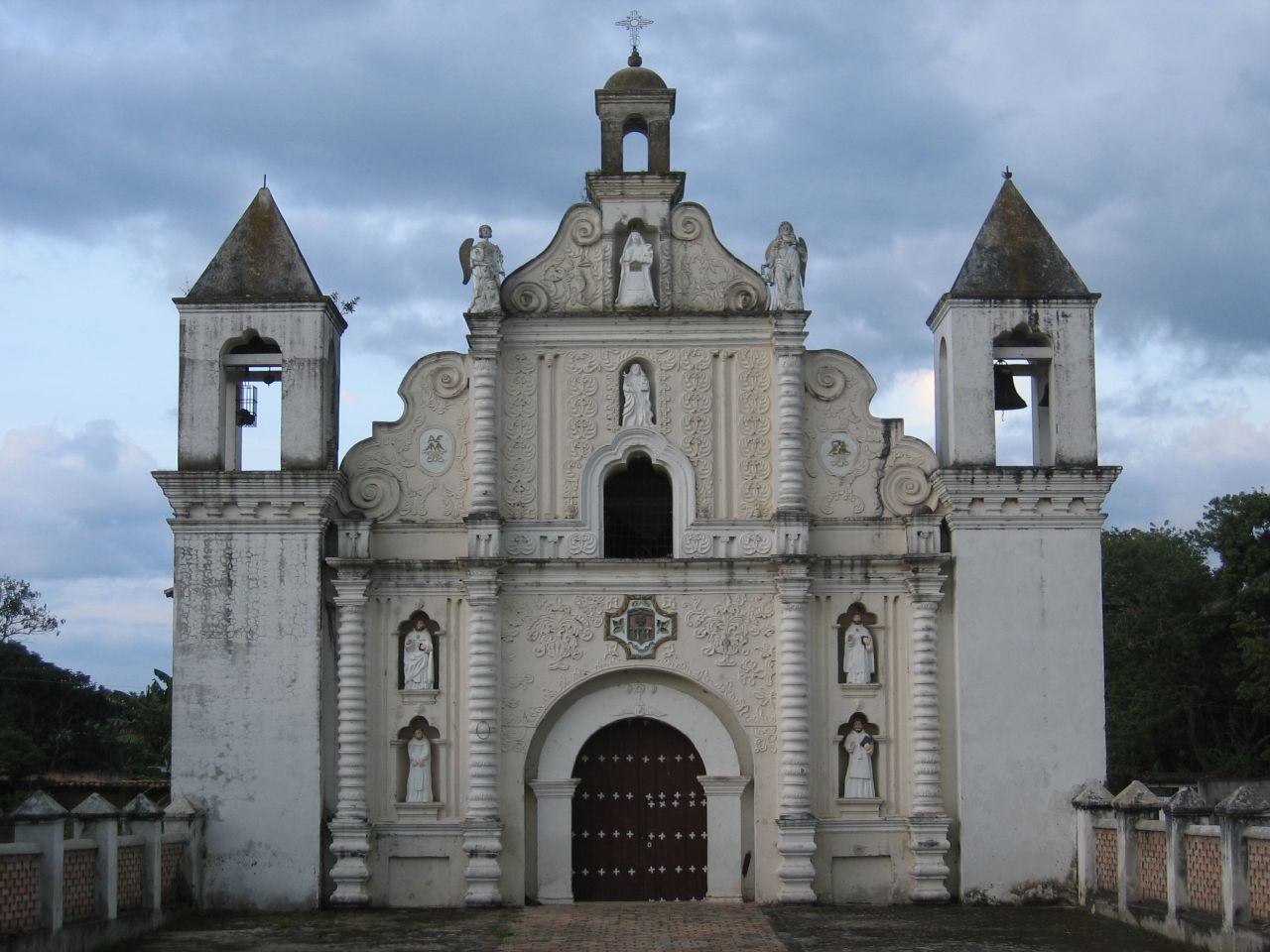
Iglesia de la Merced en Gracias Lempira, construida a finales del.

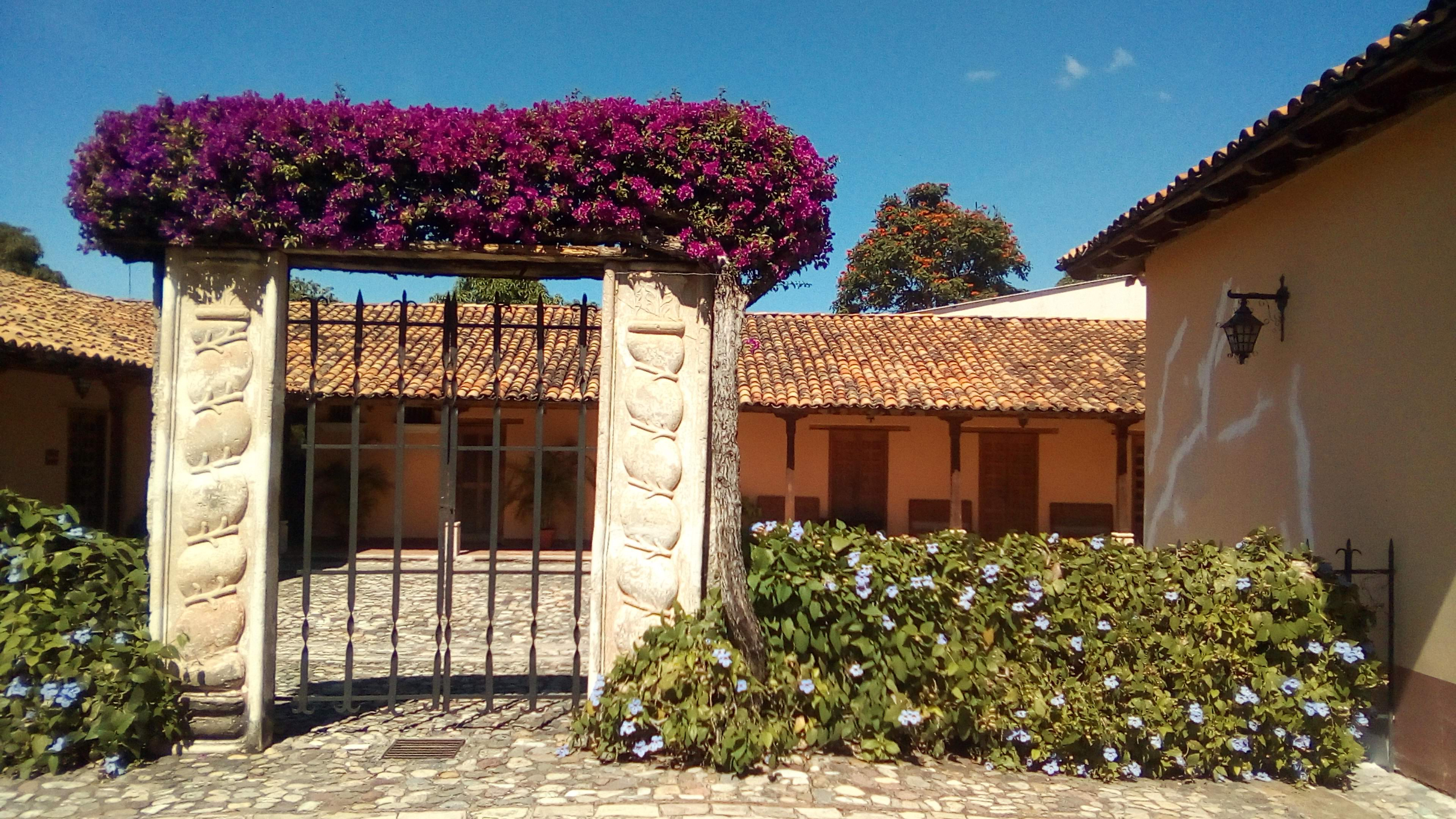
El museo de Arqueología de Honduras muestra la arquitectura hispana de las clases altas de Nueva España.

La arquitectura se ha desarrollado desde tiempos precolombinos en Honduras resalta la civilización maya, varias de estas obras se encuentran en la ciudad de Copán, El Puente, Yarumela, y Los Naranjos para sólo mencionar tres centros ceremoniales poblacionales de la civilización en mención aún continúan descubriéndose magnas obras de las poblaciones nativas como en el caso de Ciudad Blanca. – En la época colonial resalta en el campo de la arquitectura la dirigida al campo militar de defensa como ser las Fortalezas del Castillo de San Fernando en la bahía de Omoa y la fortaleza de Santa Bárbara en Trujillo en el departamento de Colón; en el caso de la arquitectura civil los puentes en las ciudades de Tegucigalpa y Comayagüela como el Puente Mallol y en diversas localidades del país de gran relevancia en nuestra historia colonial las cuales reconoceremos por sus magníficos templos en Guarita.

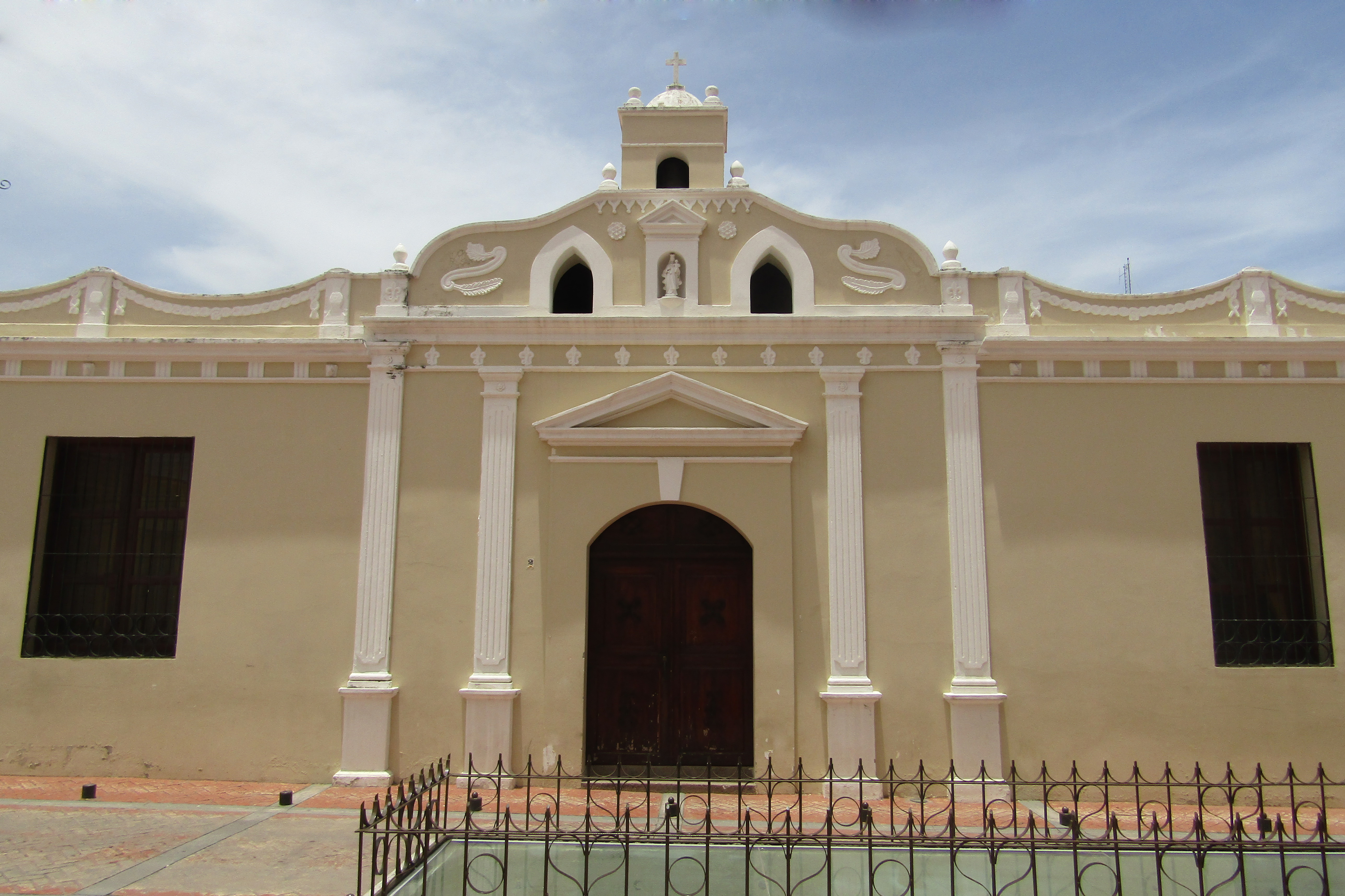
Colegio episcopal de Comayagua.

Otros templos de gran belleza son los de la capital de la provincia Gracias del departamento de Lempira y en Comayagua con sus más de veinte templos entre ellos destacando los edificios de, la Catedral de la inmaculada concepción, la iglesia de san Francisco y la Caxa real. En Tegucigalpa con sus representaciones de corte barroco americano en el Templo más antiguo de esta ciudad, es el convento de “San Francisco” edificado en el siglo XVI, la iglesia de los Dolores del siglo XVIII, y la Catedral “San Miguel Arcángel” de estilo Barroco americano. 

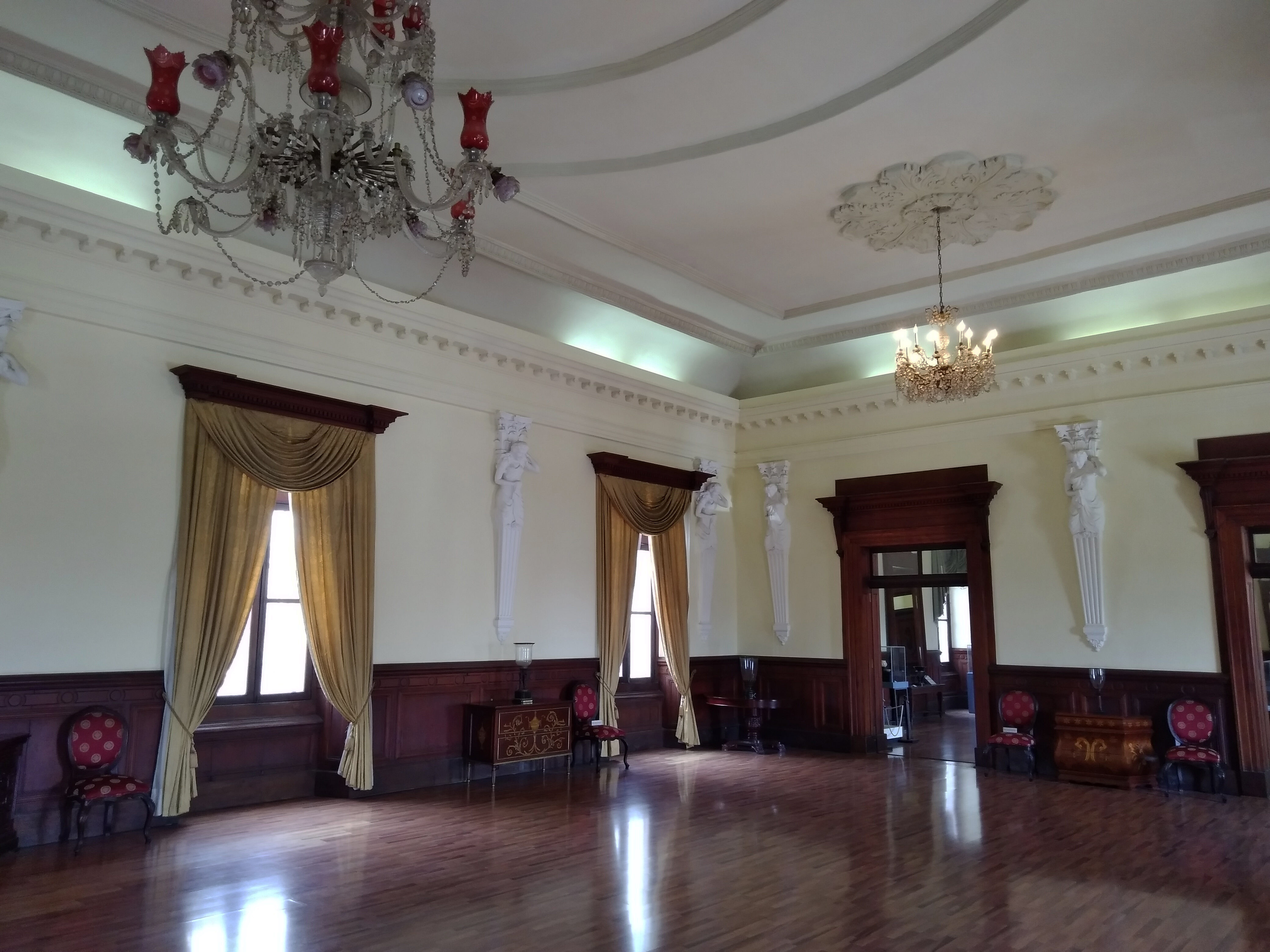
Salón de la antigua casa presidencial de Honduras.

Otros edificios que han destacado en la capital son el Palacio nacional o también conocida como "antigua casa presidencial" construida en 1916 con una arquitectura neomedieval similar aún castillo, y el palacio de las telecomunicaciones.

### Escultura en Honduras

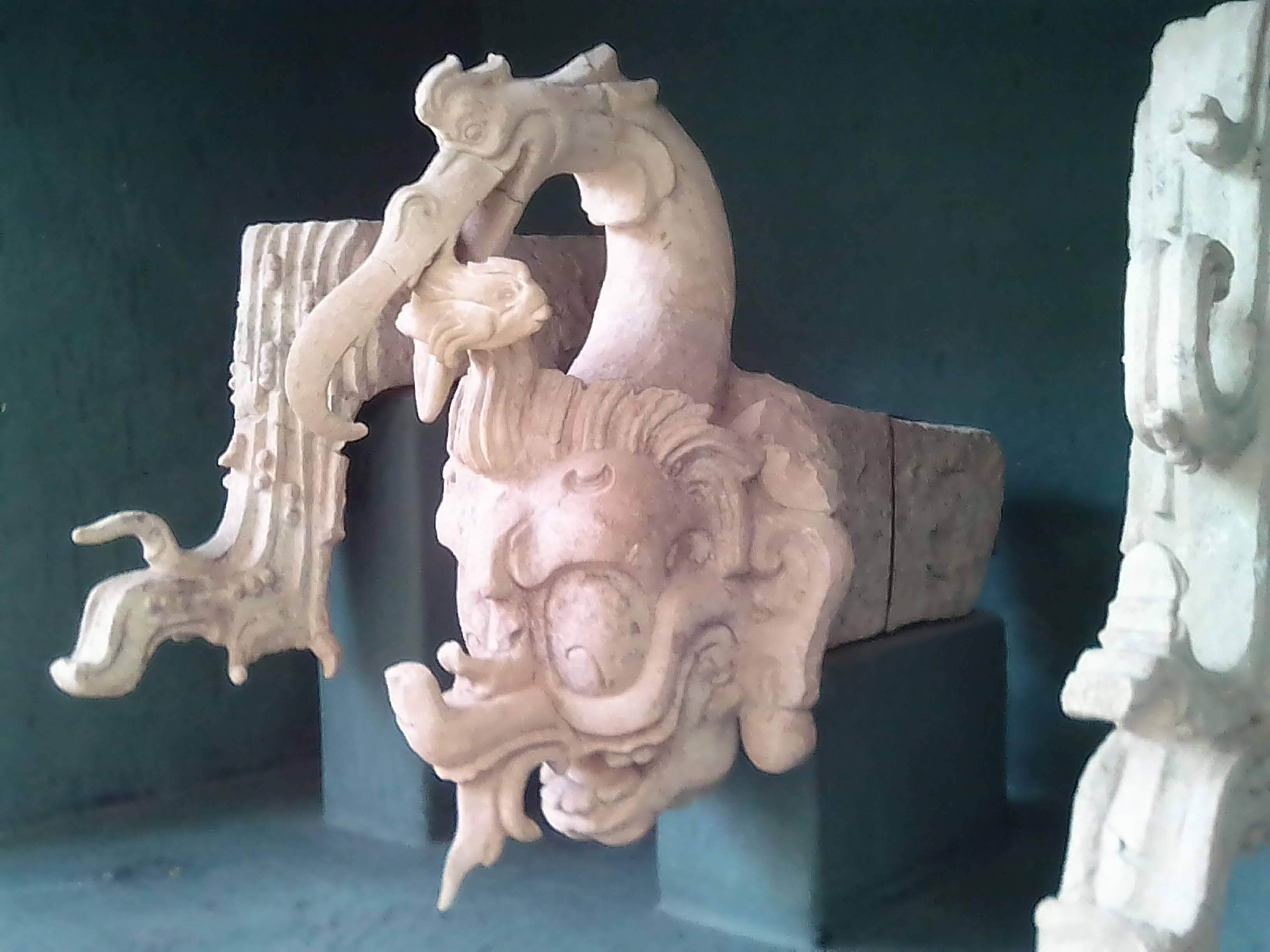
Estatua que representa a la deidad Chaac, exhibida en el museo de las estatuas de Copán.

#### Escultura contemporánea

##### Alex Galo
Nació en Comayagüela, Francisco Morazán, Honduras, en 1972. Artista plástico de la generación de los 90 del siglo veinte, que incluye los artistas Bayardo Blandino , Rossel Barralaga, Dylber Padilla, César Manzanares, Darío Rivera, Adonay Navarro , Miguel Romero  y Jacob Grádiz.

###### Formación artística
Antes de ingresar a la Escuela Nacional de Bellas Artes de Comayagüela en 1988, Galo fue estudiante del pintor Rony Castillo en los cursos libres de la misma institución, quien lo preparó para desarrollar nuevos proyectos visuales. De hecho, en 1986 participó en Décima Séptima Exposición Internacional de Arte Infantil, en Tokio, Japón, donde obtuvo el segundo lugar.
Como estudiante de la escuela tuvo la oportunidad de formarse con artistas importantes de Honduras, como el escultor Obed Valladares, quien en la época fue reconocido como un escultor centroamericano, antes de fallecer en 1994.
En 1990 se cumplieron 50 años de la escuela de Comayagüela, donde se incluyó como parte del programa de celebración un concurso de artes plásticas, donde Alex Galo obtuvo un segundo lugar en escultura.

###### Taller Buonarroti

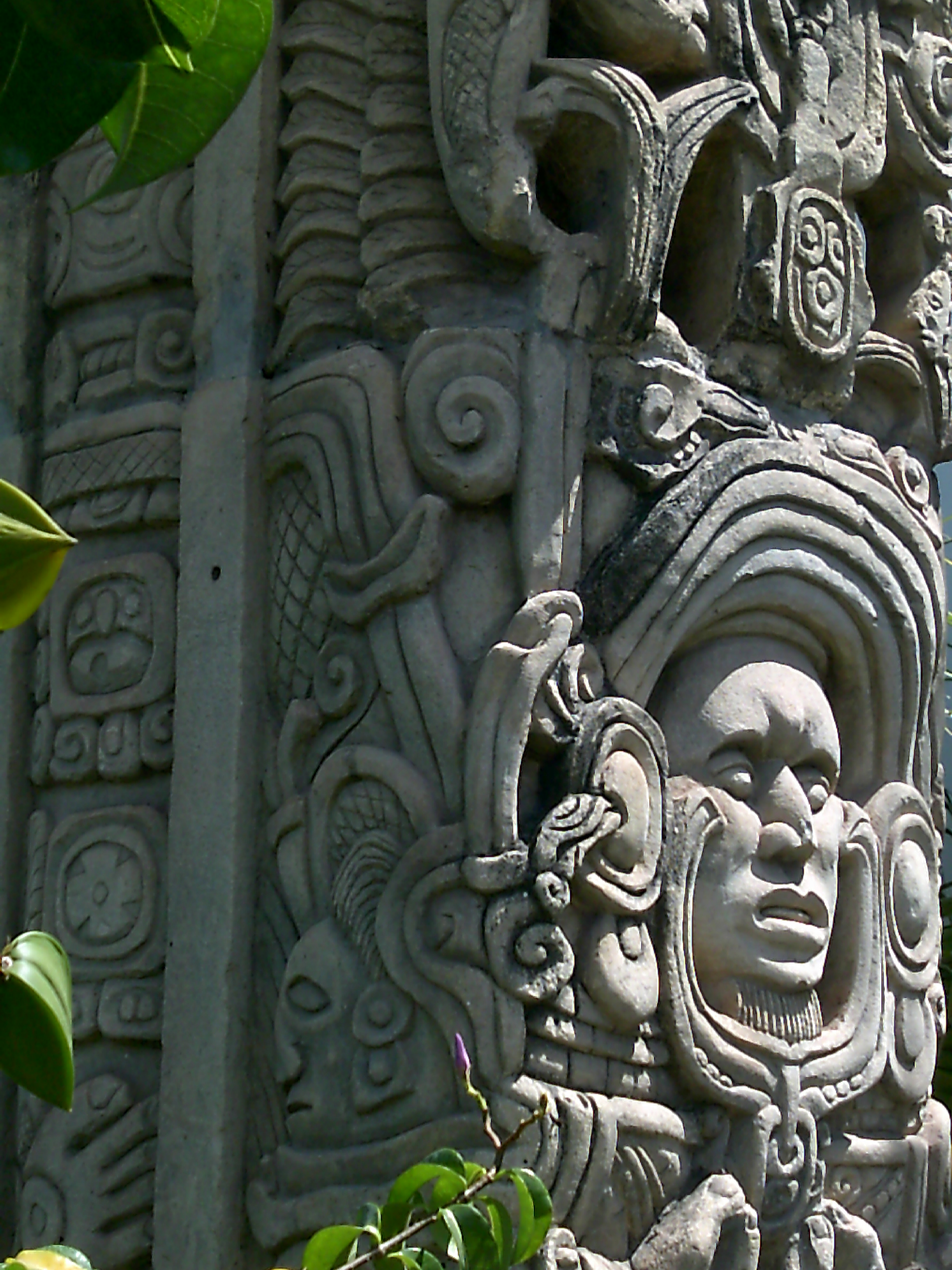
Réplica de una estela maya en el Banco de Occidente en Tegucigalpa.

A su egreso de la escuela mencionada, en 1990, Galo sería el asistente del escultor Valladares en el taller Buonarroti, apoyándolo en el producción de monumentos para el espacio público de Centroamérica. Del maestro Valladares aprendió variadas técnicas de modelación, talla y fundición.
Durante esa década, Alex Galo participó en diferentes salones y exposiciones colectivas, como el Salón Nacional de Arte Educativo del IHADFA, el Salón Juvenil de Pintura, Escultura y Cerámica del IHCI, el Salón de Arte Latinoamericano “Espacios convergentes” de la Escuela Agrícola Panamericana, la Antología de las Artes Plásticas de Honduras y “Ocho búsquedas de la nueva plástica joven”.
En 1993 la Alcaldía Municipal de San Pedro Sula convocó a los artistas hondureños a participar en la Bienal Nacional de Escultura, donde el escultor obtuvo el primer lugar. En los años de 1995 y 1997, participó en las bienales de Escultura y Cerámica del IHCI, agenciando primero una mención de honor y luego un segundo lugar.

###### Trayectoria artística internacional
Alex Galo realizó sus primeras exposiciones individuales, “Hacia el cuerpo” y “Jaque mate. Parque escultórico”, entre 1995 y 1996, proyectos que le permitieron arribar al escenario internacional y obtener nuevos reconocimientos nacionales. En 1998 fue participante del proyecto “Sin fronteras”, una exposición simultánea en cuatro galerías centroamericanas, y en 1999 de “Tiempo y fragmentación: dos categorías de la memoria”, en el Instituto Ítalo-Latinoamericano de Roma.
En el siglo XXI ha presentado su obra en museos y galerías de Francia, España, Estados Unidos, Puerto Rico, Costa Rica y Brasil. La tercera exposición individual, “El tiempo del mito”, la realizó en el Art and Sculpture Unlimited Studio de Miami, Estados Unidos.
En 2003 obtuvo una medalla de bronce en el Salón de la Sociedad de Artistas Franceses e Invitados, y con el pasar de los años, el premio único del Concurso AECID de la Antología de las Artes Plásticas y Visuales de Honduras (2006), una representación en la Bienal de Artes Visuales del Istmo Centroamericano (2008) y el premio único de la Bienal de Escultura y Cerámica del IHCI (2009).

###### Premios recientes
En los primeros años de la década de los diez expone en Estados Unidos, en las ediciones de 2010 y 2014 de “Latin View for the Visual Art”, en la Alexey on Schippe Art Gallery de Connecticut. Cabe destacar que en 2016 fue el ganador del premio único en la disciplina de instalación en la Bienal de Artes Visuales de la Universidad Nacional Autónoma de Honduras.

### Cinematografía
En cine sobresale el cineasta hondureño Sami Kafati quien produjo el cortometraje Mi Amigo Ángel (1962) y el largometraje No hay Tierra sin Dueño (2003). También sobresalen Vilma Martínez y Mario López con los cortometrajes "Maíz, Copal y Candela", "Mundo Garífuna", "José Cecilio del Valle" y "Ticha Reyes" (1977-1980). También Hispano Durón, productor de la película Anita la cazadora de insectos (2000), Juan Carlos Fanconi productor de la película Almas de la Medianoche (2001)con Mario Jaén; y el recientemente producido documental realizado por Manuel Farías y Vilma Martínez, basado en el libro de Julio Escoto y arreglo musical de Guillermo Anderson, "Morazán está en las Calles" (2009).

## Artes escénicas

### Teatro

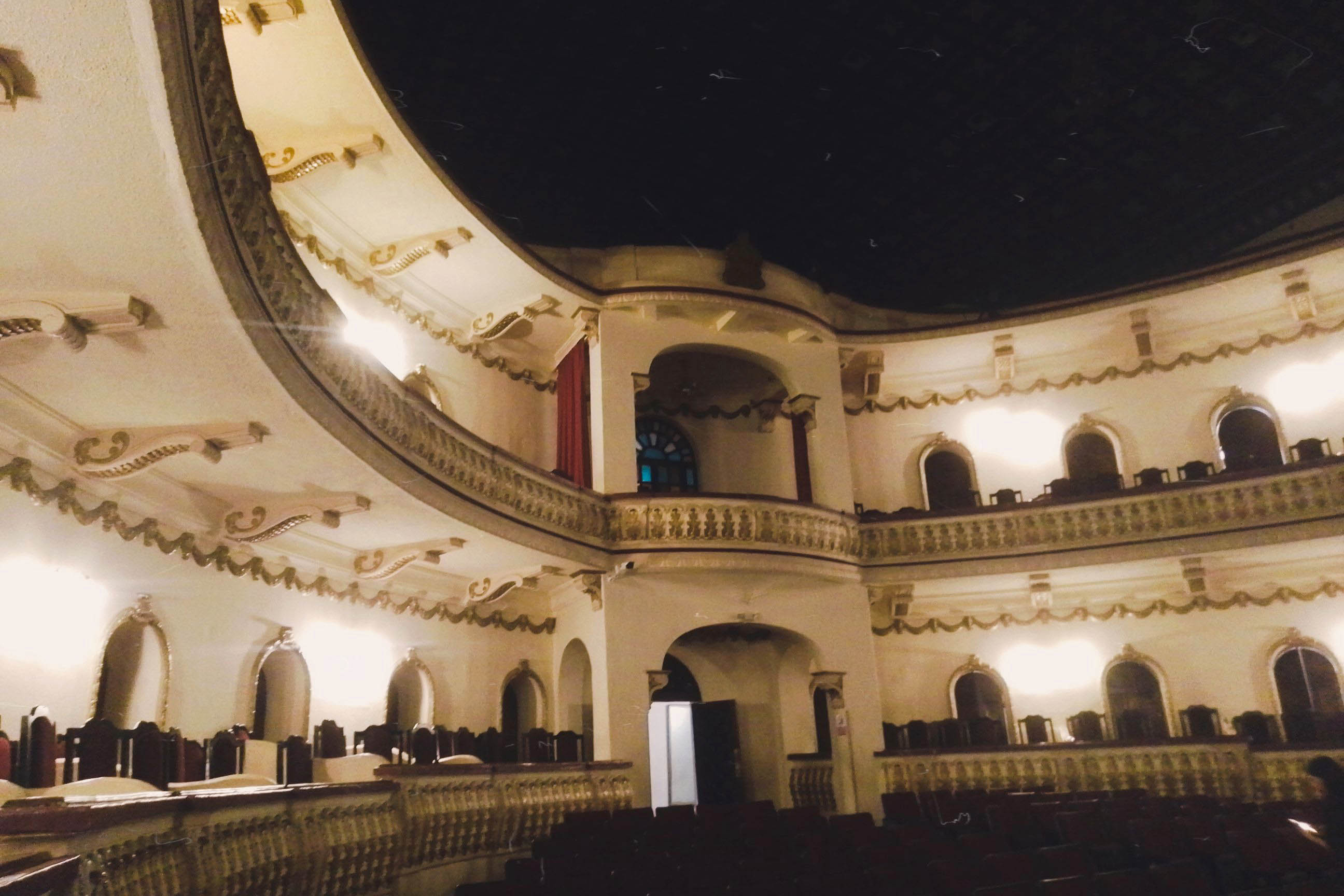
Teatro nacional Manuel Bonilla

En Honduras históricamente se practica teatro europeo desde el siglo XVI, la primera presentación teatral en Honduras fue el Diablo Cojuelo, una obra del dramaturgo novelista español Luis Vélez de Guevara, la presentación se llevó a cabo en el año 1750, al aire libre, en la ciudad de Comayagua. - Es muy poco conocido el desarrollo del arte en esta época las obras de Fr. José Trinidad Reyes Sevilla, fundador de la Universidad Nacional y exponente del movimiento en defensa de los derechos de la mujer.
Con el final de la Primera Guerra Mundial, en el período de bonanza de la Economía de Enclave, el Teatro se volvió una necesidad para los grupos de poder y surge la urgencia de construcción de Teatros, así con el Enclave Minero se establece el teatro en la ciudad de San Juancito y en El Mochito de la compañía minera y con la Compañía UFCo del Enclave Frutero que apoya los regímenes de donde surgirán los partidos tradicionales se establecen Teatros para entretener al pueblo laborante en los campos pero es con el régimen del fundador del Partido Nacional que se inicia la construcción del Teatro Nacional que lleva su nombre Manuel Bonilla Chirinos y el Avellaneda en la ciudad de Comayagüela. Al mismo tiempo surge la necesidad del arte popular de expresarse en el arte de las tablas, resultante de la presión del pueblo se da la educación pública y es en las escuelas donde saldrán los primeros pasos del teatro popular. Después de la segunda mitad del siglo XX resaltan entre otros Miguel Murillo Selva.

### Danza
Honduras cuenta con más de 141 danzas folclóricas, dividían en tres áreas culturales y representativas en su folclore: las danzas criollas, las danzas autóctonas, y las danzas afro - caribeñas.

### Ballet
El ballet clásico es un arte que ha tenido un desarrollo lento en Honduras. Sin embargo, uno de los nombres que destaca es el de Flor Alvergue. Ms. Flor, como se le conoce, es una salvadoreña que fue contratada en 1989 por la Academia Bellas Artes en San Pedro Sula para impartir clases de ballet clásico.   Siendo, maestra certificada de la Royal Academy of Dance de Londres, introduce a Honduras el método de enseñanza de dicha institución. A partir de allí, el ballet clásico cambió en Honduras. Desde hace 20 años, Ms. Flor es la Directora Artística del Centro Contemporáneo de Danza (CCDanza), la única escuela de ballet en Honduras que recibe examinadores enviados por la RAD para evaluar alumnos en ballet clásico a mediados de septiembre cada año. Siguiendo el mismo método de enseñanza, se encuentran dos escuelas más en Honduras, una de ellas ubicada en Siguatepeque bajo la dirección de la maestra Sara Buck, graduada de la Universidad Nacional de Costa Rica como bachiller en danza en 1985 y la otra escuela en Roatán, bajo la maestra Wendy Landaverde quien, actualmente, está terminando su carrera de Certified Ballet Teaching Studies (CBTS) de la Royal Academy of Dance para convertirse en la segunda maestra certificada en Honduras en 2020.  En los años 80, el gobierno de Honduras, a través de la antigua Secretaría de Cultura, Turismo y Deportes, impulsaba el ballet clásico en la escuela que llevaba por nombre Hermanas Mondragón y la Escuela Nacional de Danza Mercedes Agurcia. Cabe mencionar, que la Academia Bellas Artes es la escuela más antigua en impulsar el desarrollo del ballet clásico. De igual forma, le siguen otras escuelas que se han ido formando en los últimos años como Censea, Adagio, Angel Dance Academy, entre otras.

## Escuelas de Ballet
La Escuela Nacional de Danza Mercedes Agurcia Membreño ubicados en Tegucigalpa, es el principal centro de danza en Honduras con su formación artística como bachilleres en Intérprete y ejecutantes de Danza, la única escuela que otorga este grado, y la única avalada por la Secretaría de Cultura, Arte y Deporte ; dentro del plan académico se imparte ballet clásico, danza contemporánea, jazz, tap, folclore entre otras clases las cuales complementan a un bailarín y futuro maestro de danza.
Honduras cuenta con varias escuelas entre ellas Angel Dance Academy, en San Pedro Sula, dirigida por Daniel Ramos quien estudió en Costa Rica y obtuvo su licenciatura en ballet clásico, donde fungió como primer bailarín de la Compañía Danza Libre. Comenzó su trabajo como director de Angel Dance Academy en junio de 2011, y desde entonces ha realizado presentaciones exitosas, tituladas "Bailando con los Ángeles", "Fantasías en Blanco y Negro" , "Retro Dance", "La Casa de Santa".
En la Ciudad de la Ceiba cuenta con la escuela " La Ceiba Ballet Center" con  la impartición de ballet clásico

### Música

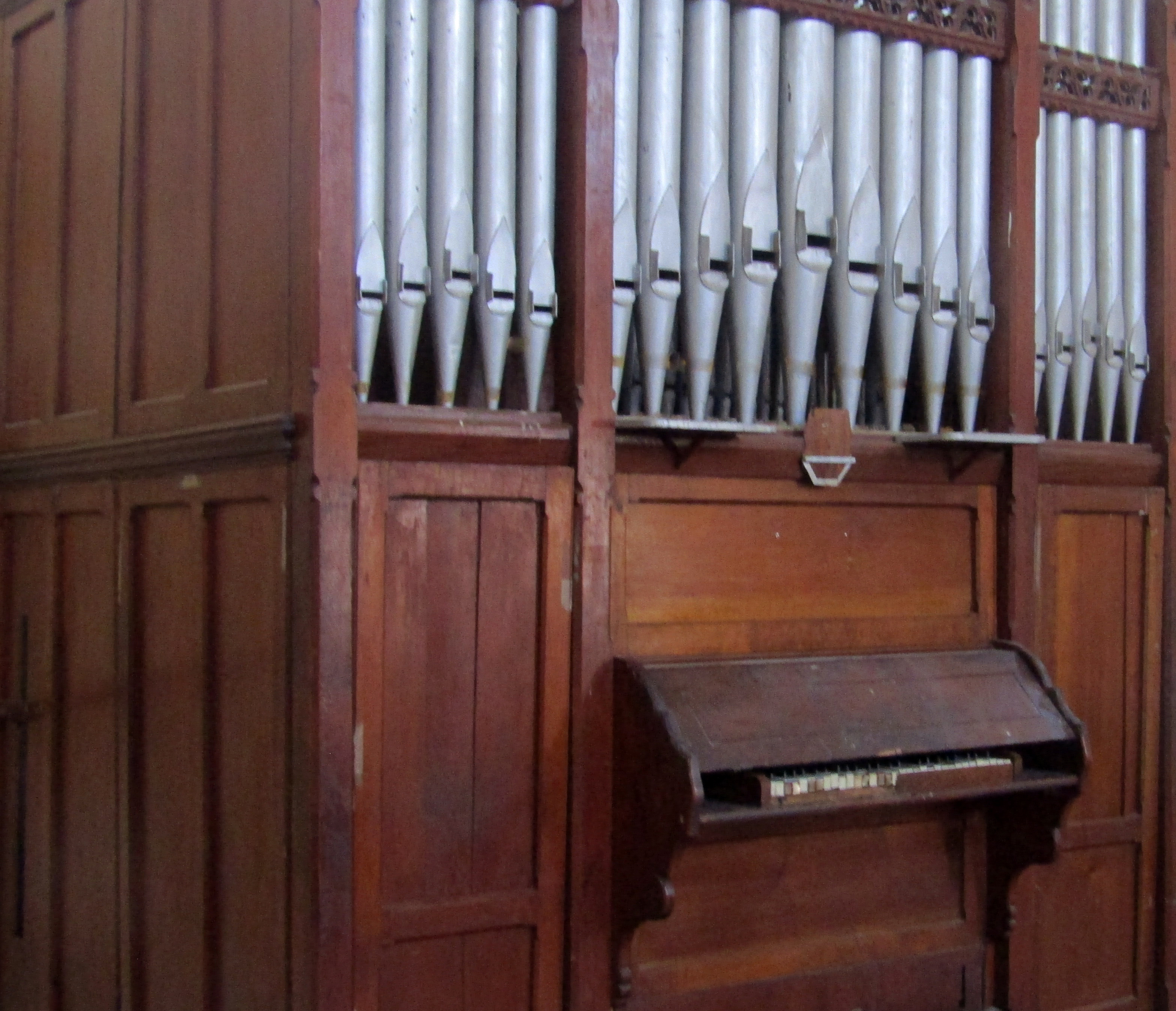
Órgano de la Catedral de la inmaculada Concepción de Comayagua.

La música se ha desarrollado desde épocas prehispánicas, los antiguos mayas ya tenían sus propios instrumentos musicales como los aerófonos y las ranas de barro de Yaxchilán. Durante la época colonial se recibieron nuevas influencias musicales y luego de la independencia de Centroamérica continuó el cultivo de la música en Honduras, se comienza a rescatar la música e instrumentos tradicionales.
En el año 1936 se funda el Conservatorio Nacional de Música Francisco R. Díaz Zelaya (institución pública), en el año 1984 se aprueba la incorporación del conservatorio nacional de música al sistema educativo nacional, sus egresados obtienen el título de bachiller en música, donde se forma a los estudiantes en diversos instrumentos de cuerda como el violín, viola, violonchelo, contrabajo, guitarra, piano, de viento como la flauta, oboe, clarinete, fagot, corno, saxofón, trompeta, trombón, tuba, y también en instrumentos de percusión con clases teórico-prácticas.
Entre los diversos grupos y orquestas nacionales tenemos a la Orquesta sinfónica nacional, la Orquesta sinfónica juvenil, la banda de los supremos poderes y la marimba nacional "Alma de Honduras".

## Arte culinario
Honduras cuenta con una variedad de platillos tradicionales, entre ellos La baleada, La carne asada con chimol, pollo en arroz de maíz, pescado frito con encurtido de cebolla, y el plato típico garífuna que es pescado frito en aceite de coco.

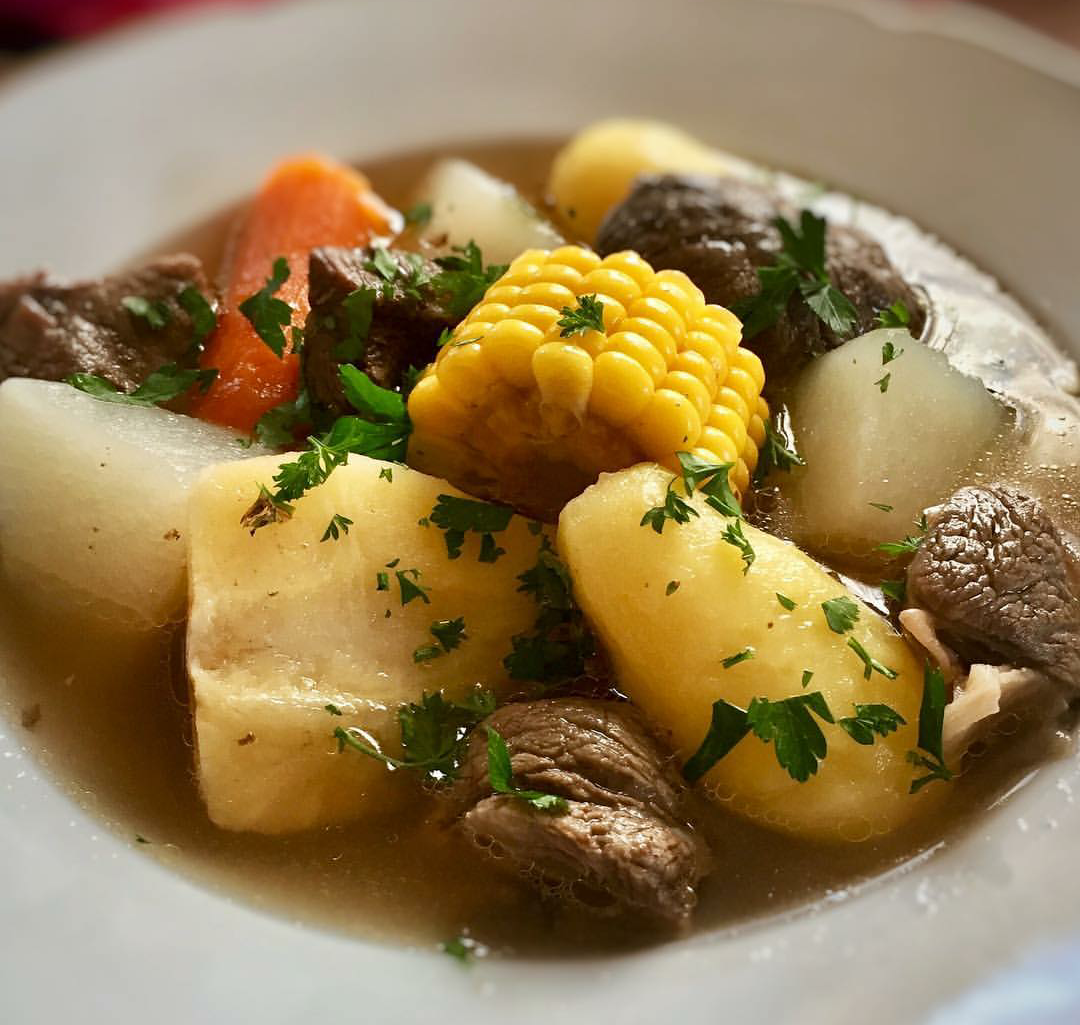
Sopa de olla.

Otros platillos son las montucas, enchiladas, nacatamales de maíz, "mondongo" o sopa de tripa. En las áreas costeras y en las Islas de la Bahía los mariscos se preparan de diversas maneras y algunos platillos se preparan con coco. Las áreas turísticas cuentan con restaurantes de cocina internacional y platillos estilo americano. Además se cuenta con una amplia variedad de sopas, postres, preparados a base de maíz, bebidas alcohólicas entre otras.

## Literatura
La literatura en el territorio de la actual Honduras se remonta a hace más de mil quinientos años, fue desarrollada por la civilización maya en la ciudad de Copán, conocida como Literatura Maya, escritos empleando la Escritura maya de nuestros antepasados que empleaba logogramas y glifos silábicos, la literatura maya se encuentra conservada en las estelas, pirámides y templos en Copán. La ciudad de Copán alberga la pirámide más informativa de América, la pirámide de los jeroglíficos que cuenta con más de 2.500 glifos.
En la actual en Honduras ha habido varios periodos de literatura contando con muchos autores en los periodos del romanticismo, modernismo, postmodernismo, etc. Entre los escritores más notables de Honduras están Froylán Turcios Juan Ramón Molina, Rafael Heliodoro Valle, Antonio José Rivas, Clementina Suárez, Edilberto Cardona, Bulnes, Víctor Cáceres Lara, Ramón Amaya Amador, Marco Antonio Rosa, Roberto Sosa, Juana Pavón, Lucila Gamero de Medina, Amanda Castro, Ernesto Bondy Reyes, Javier Abril Espinoza, Azucena Ordóñez Rodas y Roberto Quezada. En teatro sobresalen las obras del padre José Trinidad Reyes Sevilla fundador de la Universidad Nacional Autónoma de Honduras, hoy en día las del renombrado Rafael Murillo Selva.
Con la Independencia y los movimientos de la ilustración, enciclopedismo y liberalismo clásico se desarrollaran a la par movimientos artísticos culturales
como es el caso de los escritos de los próceres patrios, nos referimos obvio a José Cecilio del Valle, José Dionisio de Herrera, José Francisco Morazán Quesada, etc., te invitamos a que explores sus escritos, es un viaje sin
retorno… A ellos debemos el auge de las letras en el istmo, es Morazán quien trae la imprenta y Valle uno de los Padres del Periodismo.
Con el ad viento de la Reforma Liberal se respiran aires de renovación, dentro del proyecto burgués de la Revolución Industrial el positivismo científico, explota bajo el movimiento neo clásico que en el caso de Honduras se expresa con su mayor exponente a nivel mundial el nicaragüense Rubén Darío y en el caso de Honduras con Juan Ramón Molina las generaciones hasta el primer cuarto del siglo XX.
Es en el siglo XX cuando en nuestro país resaltan escritores de talla
continental que resuenan en nuestros sentidos hasta hoy día, algunos con
posiciones encontradas por sus posturas de vida como: Álvaro Contreras, Rafael Heliodoro Valladares, Paulino Valladares, Froylán Turcios, Eduardo Barh, Clementina Zelaya, Roberto Sosa, etc. 

## Pintura en Honduras
Entre los pintores más influyentes de Honduras a través de los tiempos, encontramos: 
1. Santos Arzú
2. Patricia Nieto Silva[11]
3. Roxana Ventura[12]
4. Martha Alegría de Valladares
5. Keyla Morel
6. Víctor López
7. Armando Lara
8. José Miguel Gómez
9. Ezequiel Padilla
10. Mario Castillo
11. Felipe Burchard
12. José Antonio Velásquez
13. Ricardo Aguilar
14. Pablo Zelaya Sierra
15. Virgilio Guardiola
16. Delmer Mejía
17. Lutgardo Molina
18. Pablo Zelaya Sierra
19. Hidalgo Lara